# Asobara tabidula
Asobara tabidula är en stekelart som först beskrevs av Vladimir Ivanovich Tobias 1962.  Asobara tabidula ingår i släktet Asobara och familjen bracksteklar. Inga underarter finns listade.